# Cocina inuit
Los Inuit son un pueblo esencialmente ballenero. Debe notarse sin embargo que son cazadores en pequeña escala, y que han realizado esta actividad durante milenios en forma sostenible y equilibrada con el medioambiente, no sólo para obtener alimentos, sino también para desarrollar su cultura.

## Ingredientes
La cocina inuit entonces, se compone de alimentos provenientes de la pesca, la caza y la recolección. Los alimentos de recolección son huevos de aves (primavera), erizos y moluscos (primavera y verano), y bayas en las zonas más meridionales habitadas por los inuit. En cuanto a caza predominan las focas y los cetáceos, que son principalmente tres: beluga, narval y ballena franca. Es esta última la más apetecida, especialmente un subproducto llamado mattak o muktuk, que consiste en piel con grasa adherida. Tal es su importancia en la cultura inuit, en términos alimentarios y de identidad, que consideran que Las ballenas son muy importantes para la población que las come... cuando no tenemos en nuestros cuerpos nutrientes de ballenas, es como si faltara una parte de nuestros cuerpos.
La conservación se realiza en cámaras de hielo en el suelo, o bien en chozas sobre el nivel del suelo desde septiembre hasta abril, ya que la temperatura ambiente se mantiene bajo cero, a diferencia del suelo, en primavera y verano.

### Otros productos
Otros productos, menores en otros tiempos pero que cobran importancia en la actualidad, son el reno, osos, escorpiones, tartas de harina con grasa de foca.

## El proceso
Los alimentos tradicionales son mucho más que una mera necesidad nutricional, ya que proporcionan una base duradera para la identidad Inuit en un momento en que tantas otras cosas están cambiando en esta era. Sin embargo, no es sólo el consumo de alimentos locales lo que se considera importante; es más, el acto de cazar, la elaboración, la repartición y la comida en común satisfacen ampliamente muchas necesidades psicológicas y espirituales. Es este complejo de actividades, necesidades, satisfacciones y normas y creencias socioculturales lo que constituye la subsistencia, término muchas veces equiparado con error al mero sustento o circunstancia económica limitada.

## Testimonios
"Quiero decir solamente que la caza de ballenas en la Bahía de Hudson es ya una parte importante de mi vida aunque sea todavía joven. He cazado ballenas siempre desde lo que puedo recordar, con mi abuelo, mi padre, mis tíos y muchos otros parientes... La ballena es muy importante en las vidas de los Inuit... Cazarla, cocinarla o comerla son actos importantes para la cultura Inuit". (Neco Towtongie, en Freeman et al. 1998: 43)
"Siempre compartimos aquí con nuestros vecinos incluso cuando tenemos sólo una pequeña
cantidad... Todos quieren mattak y carne de ballena franca. Compartimos los alimentos con quienes no los tienen. Los Aklavik cazarán [ballenas francas] para todos los Inuvialuit.... distribuiremos la carne a todas las comunidades que lo deseen. Siempre compartimos nuestros alimentos." (Dorothy Arey, en Freeman et al. 1992: 61)